# 初山恭洋
初山恭洋（はつやま やすひろ、1960年 - ）はテレビドラマ演出家、映画監督。
北海道出身。北海道倶知安高等学校時代はテニス部所属。深町幸男監督に師事。数多くの地上波ドラマの監督、助監督を務めている。

## 主な作品

### 監督

#### テレビドラマ
- 魚心あれば嫁心（1997年、テレビ東京）
- 家族曲線（1998年、CBC）
- ナースのお仕事4（2002年、フジテレビ）
- 不機嫌なジーン（2005年、フジテレビ）
- 夏樹静子サスペンス「黒い帽子の女」（2006年、フジテレビ）
- プロポーズ大作戦 第9話（2007年、フジテレビ）
- ドラマW その時までサヨナラ（2010年2月、wowow）
- 戦力外捜査官 （2014年、日本テレビ）

#### 映画
- 鞄・ＫＡＢＡＮ（2004年）
- ルナハイツ（2005年）
- 那須少年記（2007年）

### 助監督

#### 映画
- いつかギラギラする日（深作欣二監督、1992年）